# HammerFall
HammerFall — группа из Швеции, играющая в стилях хеви-метал и пауэр-метал. Основана гитаристом Оскаром Дроньяком в 1993 году, а известности достигла после прихода в 1996-м вокалиста Йоакима Канса, который стал вторым лидером группы. Песни HammerFall в основном посвящены средневековым рыцарям, сражениям, мужеству и героизму. Музыка группы эволюционировала от чистого скоростного пауэр-метала на первых двух альбомах к сочетанию этого жанра с более размеренным хеви-металом на последующих.

## История
В 1993 году гитарист Оскар Дроньяк и бас-гитарист Еспер Стрёмблад покинули группу Ceremonial Oath. Стрёмблад занялся подбором коллектива для своего сайд-проекта In Flames, а Дроньяк организовал HammerFall. Они помогали друг другу — Стрёмблад занял место за ударными HammerFall, а Дроньяк исполнял бэк-вокальные партии на ряде песен In Flames. К этому времени Дроньяк уже сочинил песню «Steel Meets Steel», которая позже вошла в их дебютный альбом. Вскоре к ним присоединились гитарист Никлас Сундин, басист Йоханн Ларсон и вокалист Микаэль Станне (из группы Dark Tranquillity).
На следующий год Сундина и Ларссона сменили Глен Люнгстрём (из группы In Flames) и Фредрик Ларссон (басист распавшийся шведской дэт-метал-группы Dispatched). Таким образом, состав группы был в основном набран из бывших и даже действующих музыкантов In Flames, и музыкальные обозреватели изначально рассматривали HammerFall как их сайд-проект.

### Приход Канса, ранний период

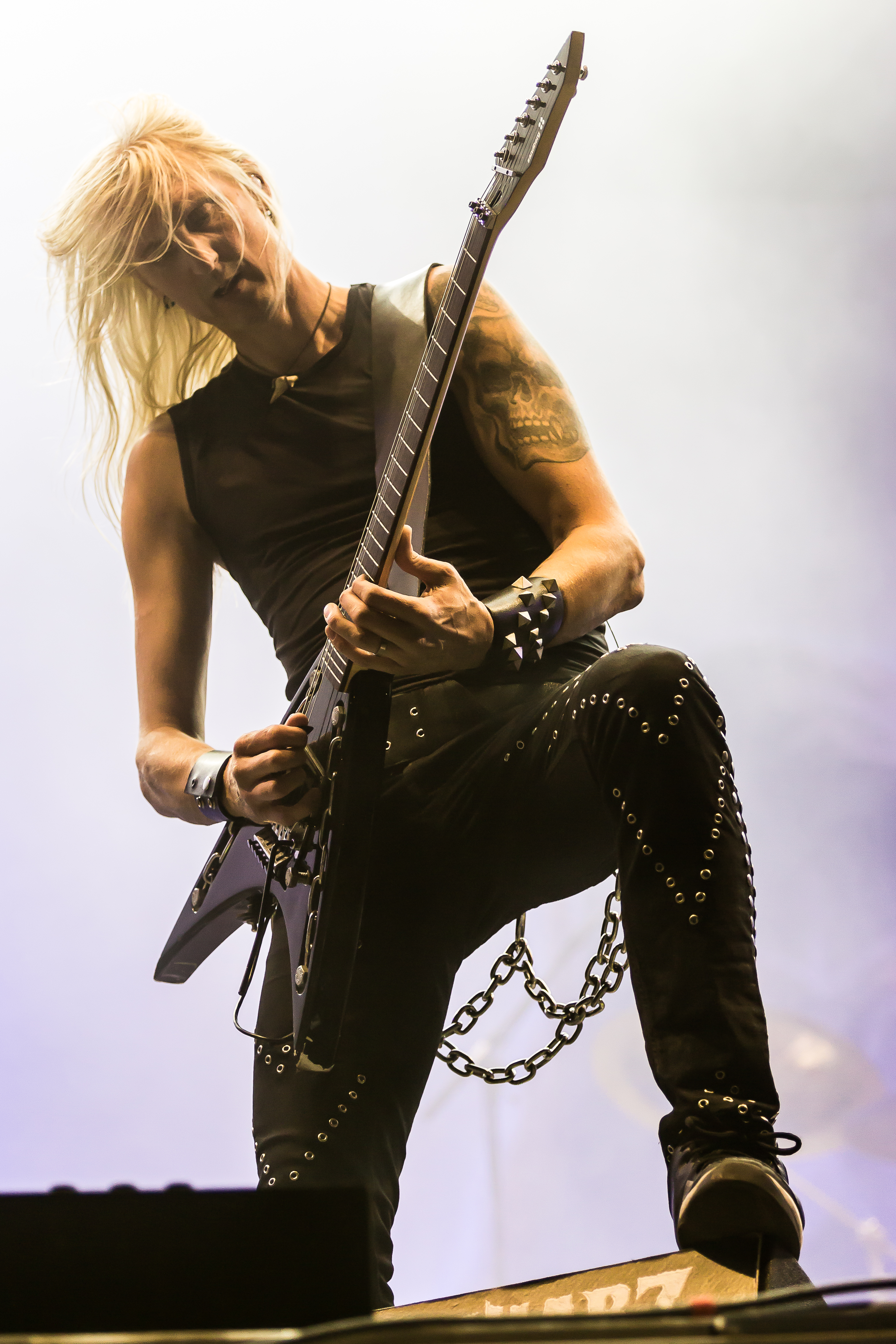
Оскар Дроньяк, основатель группы

В 1996 году группа приняла участие в конкурсе Rockslaget с песней Judas Priest «Breaking the Law». После четвертьфинала Станне не смог продолжить выступление и в полуфинале его сменил Йоаким Канс, за что группа и была дисквалифицирована, но Йоаким был приглашен в основной состав группы, став одним из лидеров и основных композиторов HammerFall.
В 1997 году на лейбле Nuclear Blast вышел дебютный альбом группы, Glory to the Brave, который имел значительный успех в Скандинавии и был назван «альбомом месяца» сразу тремя музыкальными изданиями. HammerFall приняли участие в фестивале Wacken вместе с Gamma Ray и Lake of Tears. Участие в Hammerfall начинает отнимать у музыкантов много времени, и Стрёмблад и Люнгстрём делают выбор в пользу In Flames, а Ларссон же решает уйти в трэш-метал группу None. На их места приходят бас-гитарист Магнус Розен, гитарист Стефан Эльмгрен и барабанщик Патрик Рэфлинг. В конце года группа получила шведскую премию «Грэмми». После релиза в 1998 году альбома Legacy of Kings шведы отправились в мировой тур в его поддержку вместе со Stratovarius и Lordi. Часть песен на первых двух альбомах была написана Стрёмбладом, который, несмотря на то, что покинул состав, участвовал в записи для сохранения общего настроения релиза. К концу турне уходит из группы Патрик Рэфлинг, и его заменил друг Магнуса Андерс Юханссон, который уже в начале 1999-го стал официальным членом группы.
HammerFall записали ряд кавер-версий песен Helloween, собираясь выпустить трибьют-альбом. Однако лейбл Nuclear Blast отказался издавать подобный эксперимент, ограничившись синглом «I Want Out», записанным дуэтом с основателем Helloween и лидером Gamma Ray Каем Хансеном на его студии Hansen Studio. В качестве бэк-вокалиста в записи принял участие Удо Диркшнайдер.

### «Классический» состав: Розен и Эльмгрен

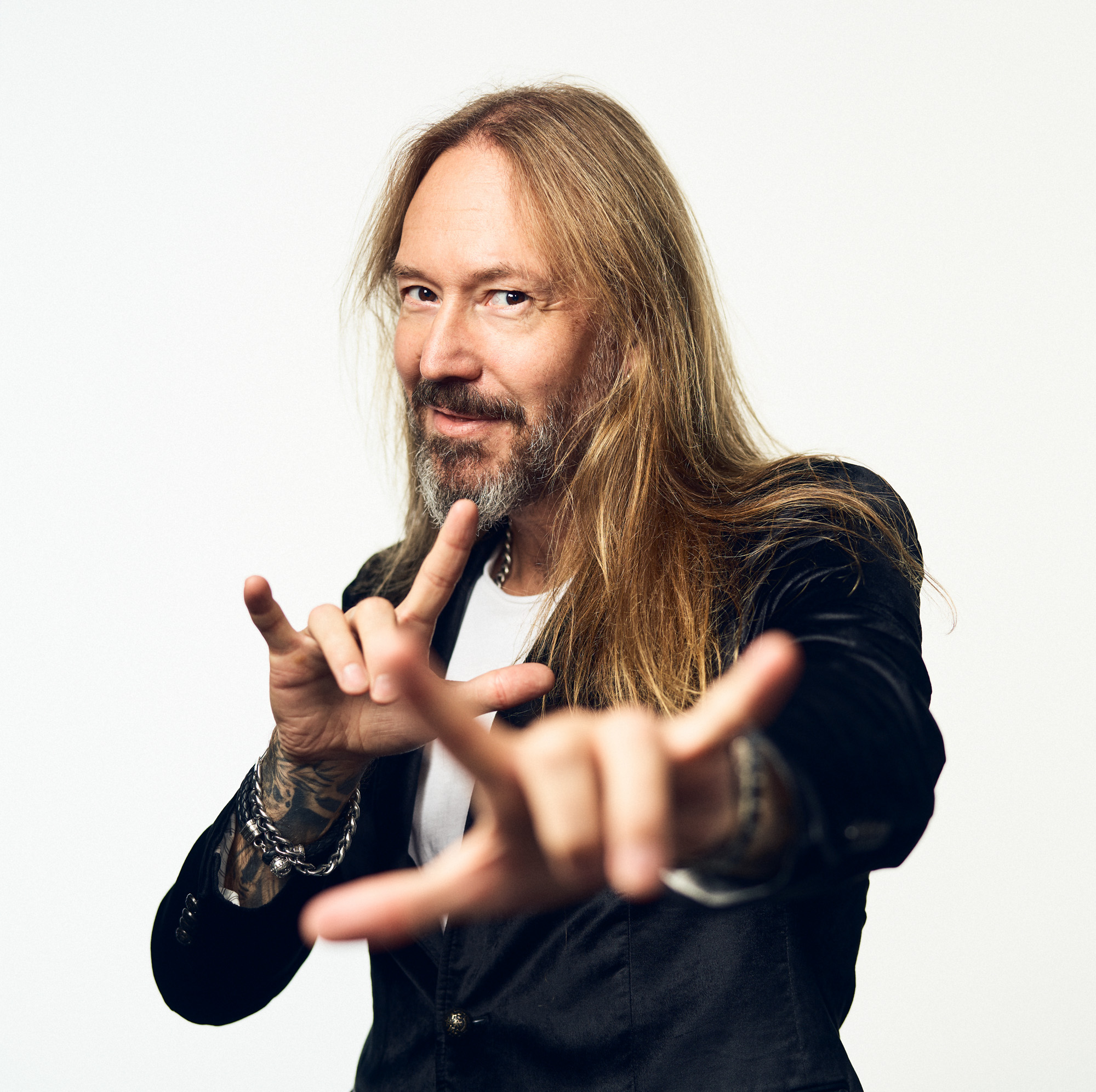
Вокалист Йоаким Канс

В 2000-е годы устоялся «классический» состав Hammerfall: Канс-Дроньяк-Розен-Эльмгрен-Юханссон. Этот состав оказался наиболее плодовитым: в нём записаны четыре подряд номерных альбома HammerFall — больше, чем в любом другом.
Первым из них стал альбом 2000 года Renegade, который достиг первого места в рейтинге продаж в Швеции. В поддержку альбома группа провела ещё один тур и выпустила DVD The Templar Renegade Crusades, записанный в декорациях развалин замка. Следующий релиз, Crimson Thunder, выпущенный в 2002, стал шагом к переменам: группа от быстрого и мелодичного пауэр-метала стала постепенно склоняться к классическому средне-темповому хеви-металу с «галоповым» риффом. Тур в поддержку альбома пришлось прервать в результате происшествия с Кансом. Йоакима, сидевшего со своей подругой в баре, некий хулиган ударил в лицо стеклянной кружкой. Как позже выяснилось, это был фанатик блэк-метала, ненавидевший HammerFall за «неправильную» музыку. Врачи с трудом спасли вокалисту глаз, проведя пластическую операцию. Как только стало возможным, Йоаким присоединился к группе и принял участие в совместном туре с группой Dio. В этого ходе тура был записан первый концертный альбом группы, One Crimson Night, изданный на видео. Тур был успешным, однако менеджер группы скрылся, похитив значительную часть выручки.
В 2005 году группа выпустила альбом Chapter V: Unbent, Unbowed, Unbroken, где присутствовал дуэт с гроулинг-вокалистом группы Venom. Песня «Blood Bound» и видеоклип на неё имели большой успех в европейских хит-парадах. За ним был выпущен альбом Threshold, на котором группа ещё больше склонилась в сторону хеви-метала. Перед записью альбома Йоаким, испытывавший проблемы с голосом, перенёс операцию на связках. По его словам, она вернула ему целую октаву голосового диапазона.
Группа часто выступала в поддержку олимпийской сборной Швеции, в частности по кёрлингу (ставшей победителем Олимпийских игр-2006), и сняла два клипа с участием известных спортсменов. Также песня «Hearts on Fire» является гимном олимпийской сборной Швеции.
В конце 2006 года, после успеха их друзей и частых партнёров по турам Lordi на конкурсе песни «Евровидение», в прессе и на музыкальных интернет-сайтах распространялась информация, что жюри конкурса пригласило HammerFall и Europe к отбору на Евровидение-2007 от Швеции. Однако Йоаким Канс в интервью публично заявил, что HammerFall не заинтересованы участием в конкурсе.

### Новый состав: Ларсон и Норгрен

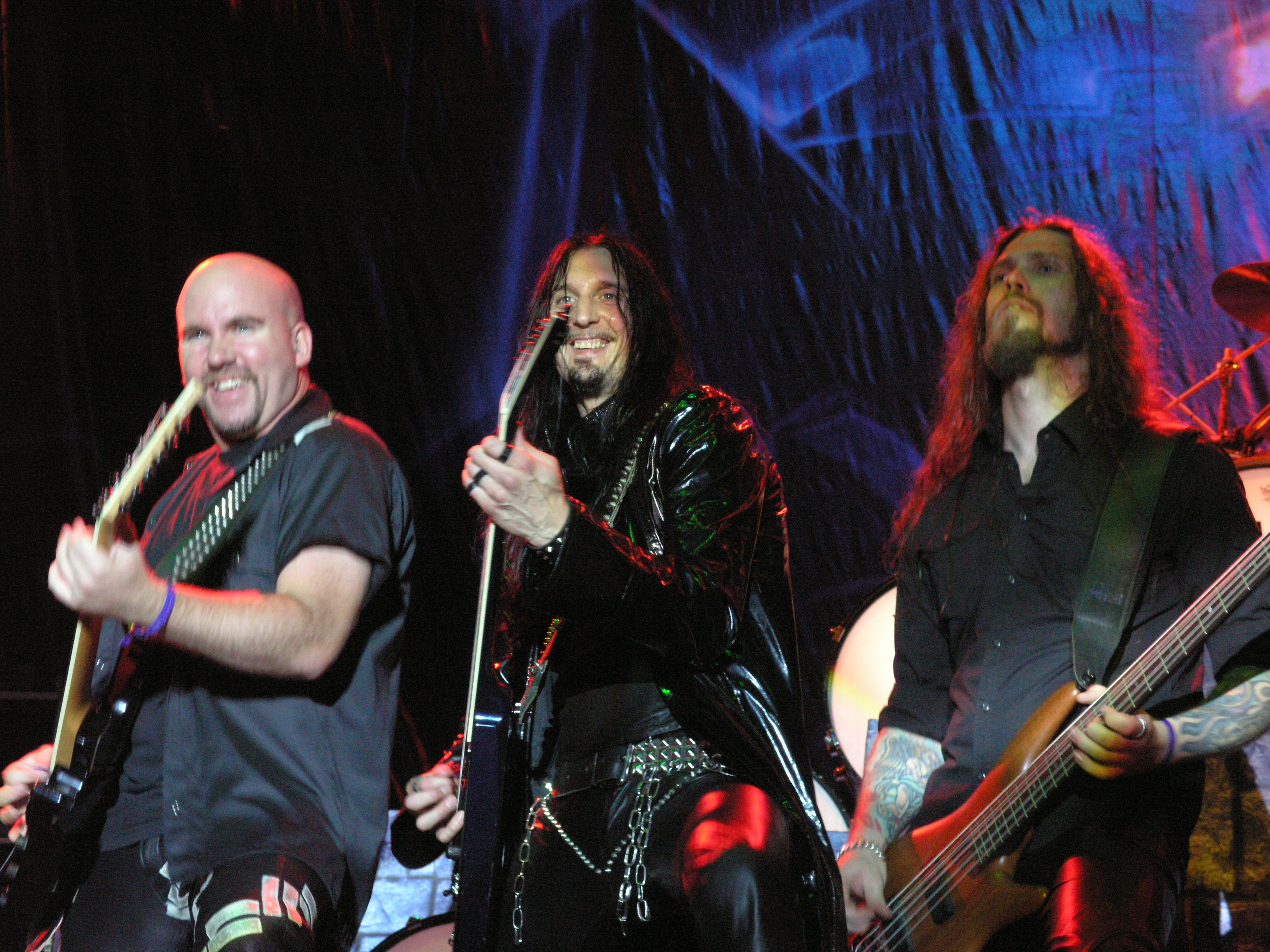
Стефан, Оскар, Фредерик. Фестиваль Masters of Rock, 2007 г.

В 2007 году группа рассталась с басистом Магнусом Розеном. Официальный сайт расплывчато объяснил это «недостаточной верностью группе»; сам Магнус впоследствии тоже отказывался комментировать конфликт, считая, что «всё должно оставаться внутри группы», и назвал свою работу в HammerFall отличным приключением, о котором ему приятно вспоминать. Концертная деятельность группы была временно приостановлена в связи с поисками нового бас-гитариста. Эту позицию занял вернувшийся в группу Фредерик Ларссон. Годом позже Стефан Эльмгрен приостановил участие в группе, так как начал карьеру лётчика. Его место занял Понтус Норгрен. Этот состав вскоре устоялся, став «вторым классическим», и оставался неизменным на протяжении долгих лет; с тех пор в группе менялись только ударники.
Новый состав выпустил трибьют-альбом Masterpieces, состоящий из кавер-версий песен известных хеви- и пауэр-метал-групп. В этом же году группа совершила гастрольный тур совместно с Bloodbound. В 2009 году группа выпустила альбом No Sacrifice, No Victory. 
Весной 2011 года вышел альбом Infected. Его оформление радикально отличалось от стилистики группы: впервые в истории HammerFall на обложке был изображён не фэнтезийный рыцарь, а рука умирающего или зомби, что вызвало неудовольствие у части фанатов. Тем не менее, постоянный художник группы Дидье участвовал в создании альбома, на сей раз как бэк-вокалист. Группа отправилась в тур в поддержку нового альбома, завершив его в августе 2012 года выступлением на шведском рок-фестивале Helgeåfestivalen. 
Далее группа объявила о творческой паузе, с намерением выпустить следующий альбом в 2014 году. Альбом под названием (r)Evolution вышел 27 августа в Швеции, 29 августа в Европе, 1 сентября в Великобритании и 2 сентября в США. 4 сентября альбом занял первую строчку в шведском чарте.
В октябре 2014 года, после 15 лет совместной работы, группу покинул барабанщик Андерс Йоханссон. Его заменил Давид Валлин из PAIN, а с 2017 года — Йохан Кольберг.

## Стилистика

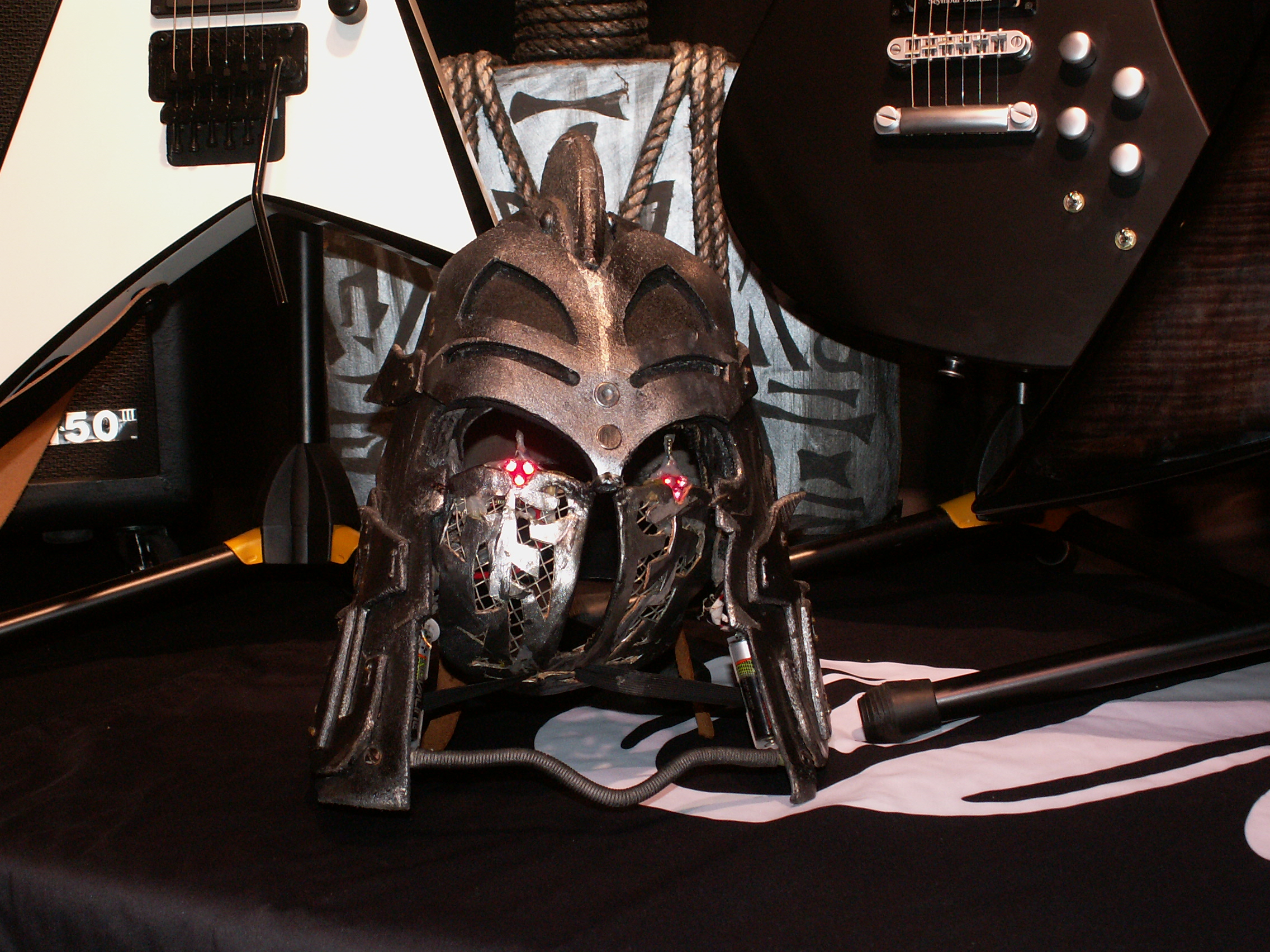
Гектор в декорациях на концерте

С самого начала группа избрала имидж и тематику средневековых рыцарей-храмовников. Большинство песен группы так или иначе посвящено сражениям, походам, боевым гимнам и борьбе за справедливость, а сценический имидж группы включает в себя кожаные «доспехи». Тематика песен HammerFall близка к воинственной эстетике Manowar, с тем существенным отличием, что в отличие от своих американских коллег, шведы делают основной упор не на упоение битвой и мощью, а на возмездие и рыцарскую честь.
Талисман группы — храмовник Гектор (англ. Hector the Templar), присутствующий на всех обложках альбомов и синглов. Изначально нарисованный Андреасом Маршаллом, сейчас он в основном известен по рисункам Сэмвайса Дидье, художественного редактора компании Blizzard (что заставило некоторых поклонников ассоциировать группу с игрой Warcraft, чей дизайн был создан Сэмвайсом, а Гектора — с паладином из этой игры). Гектор фигурирует в некоторых видеоклипах группы, в частности «Renegade» и «Natural High».

## Дискография
Альбомы
| Название                                             | Год выпуска |
| ---------------------------------------------------- | ----------- |
| Glory To The Brave                                   | 1997        |
| Legacy Of Kings                                      | 1998        |
| Renegade                                             | 2000        |
| Crimson Thunder                                      | 2002        |
| One Crimson Night (Live, 2 CD)                       | 2003        |
| Chapter V: Unbent, Unbowed, Unbroken                 | 2005        |
| Threshold                                            | 2006        |
| Steel Meets Steel - Ten Years Of Glory (compilation) | 2007        |
| Masterpieces (tribute)                               | 2008        |
| No Sacrifice, No Victory                             | 2009        |
| Infected                                             | 2011        |
| (r)Evolution                                         | 2014        |
| Built to Last                                        | 2016        |
| Dominion                                             | 2019        |
| Hammer of Dawn                                       | 2022        |
| Avenge the Fallen                                    | 2024        |

Синглы
- Glory To The Brave (1997)
- Heeding The Call (1997)
- I Want Out (1999)
- Renegade (2000)
- Always Will Be (2001)
- Hearts On Fire (2002)
- Blood Bound (2005)
- Natural High (2006)
- One More Time (2011)
- Bushido (2014)
- The Sacred Vow (2016)

DVD
- The First Crusade (1999)
- The Templar Renegade Crusades (2002)
- Hearts on Fire (2002)
- One Crimson Night (2003)
- Rebels With A Cause (Unruly, Unrestrained, Uninhibited) (2008)
- Gates of Dalhalla (2012)

Видеоклипы
- Hammerfall (1997)
- Glory to the Brave (1997)
- Renegade (2000)
- Always Will Be (2001)
- Hearts on Fire (2002)
- Blood Bound (2005)
- Natural High (2006)
- Hearts on Fire (с участием олимпийской сборной Швеции по кёрлингу, 2006)
- The Fire Burns Forever (с участием известных спортсменов, 2006)
- Last Man Standing (2008)
- Any Means Necessary (2009)
- One More Time (2011)
- Hector’s Hymn (2014)
- Hammer High (2016)
- Sweden Rock (2019)

## Сайд-проекты участников
| Проект      | Организатор     | Альбом           | Год выпуска |
| ----------- | --------------- | ---------------- | ----------- |
| Full Strike | Стефан Эльмгрен | We Will Rise     | 2002        |
| Cans        | Йоаким Канс     | Beyond The Gates | 2004        |

## Состав
Текущие участники
- Йоаким Канс (Joacim Cans) — вокал (с 1996)
- Оскар Дроньяк (Oscar Dronjak) — гитара, бэк-вокал (с 1993)
- Фредерик Ларссон (Fredrik Larsson) — бас-гитара, бэк-вокал (1994—1997, с 2007)
- Понтус Норгрен (Pontus Norgren) — гитара (с 2008)
- Дэвид Уаллин (David Wallin) — ударные (2014—2016; с 2017)

Бывшие участники
- Стефан Эльмгрен (Stefan Elmgren) — гитара, бэк-вокал (1997—2008), бас-гитара (в течение небольшого периода, когда Ларссон приостановил участие в группе из-за рождения ребёнка) (2014)
- Йохан Кольберг (Johan Koleberg) — ударные (в течение небольшого периода, когда Уаллин приостановил участие в группе в связи с проблемами в семье (2016-2017)
- Андерс Юханссон (Anders Johansson) — ударные (1999—2014)
- Еспер Стрёмблад (Jesper Strömblad) — ударные (1993—1996)
- Магнус Розен (Magnus Rosén) — бас-гитара (1997—2007)
- Юхан Ларссон (Johann Larsson) — бас-гитара (1993—1994)
- Никлас Сундин (Niklas Sundin) — гитара (1993—1995)
- Микаэль Станне (Mikael Stanne) — вокал (1993—1996)
- Гленн Люнгстрём (Glenn Ljungström) — гитара (1995—1997)
- Патрик Рэфлинг (Patrik Räfling) — ударные (1997—1999)

Другие участники
- Конрад Лант (Cronos, группа Venom) — экстрим вокал в песне «Knights of 21 century» (альбом Chapter V: Unbent, Unbowed, Unbroken)

Временная шкала